# Haus Sommerfeld

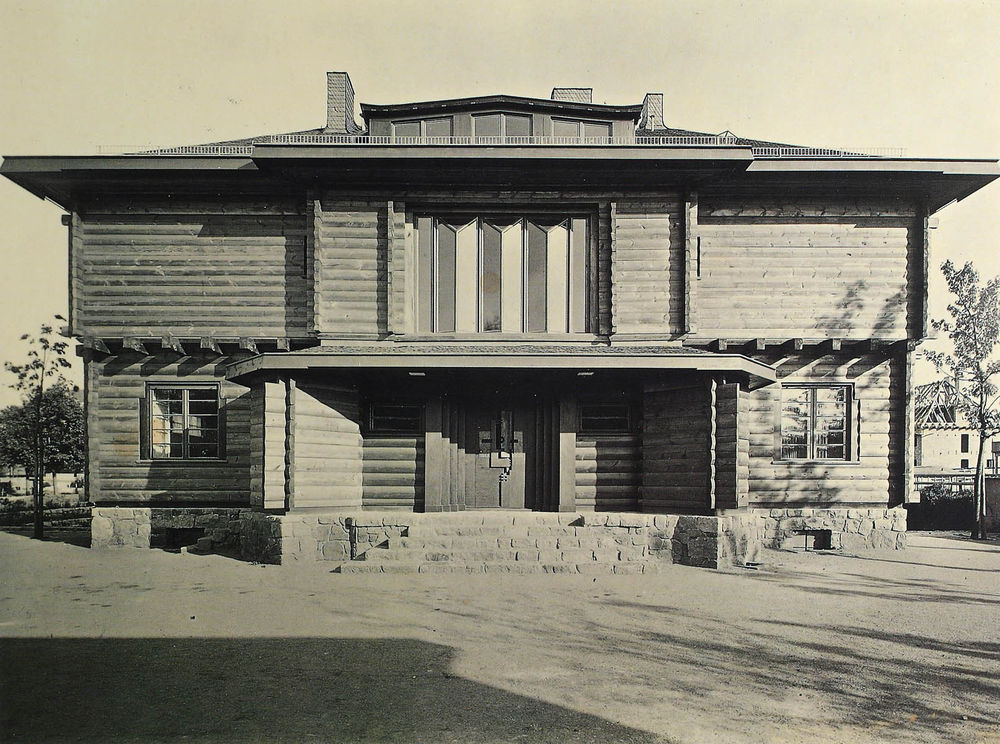
Haus Sommerfeld (Aufnahme um 1922)

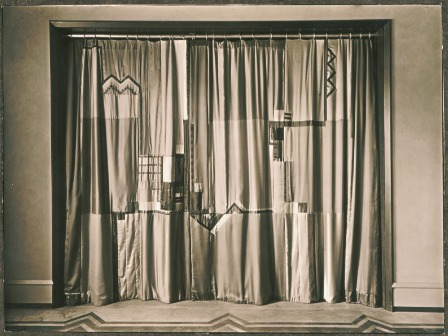
Von Dörte Helm gefertigter Applikationsvorhang im Haus Sommerfeld (Aufnahme um 1922)

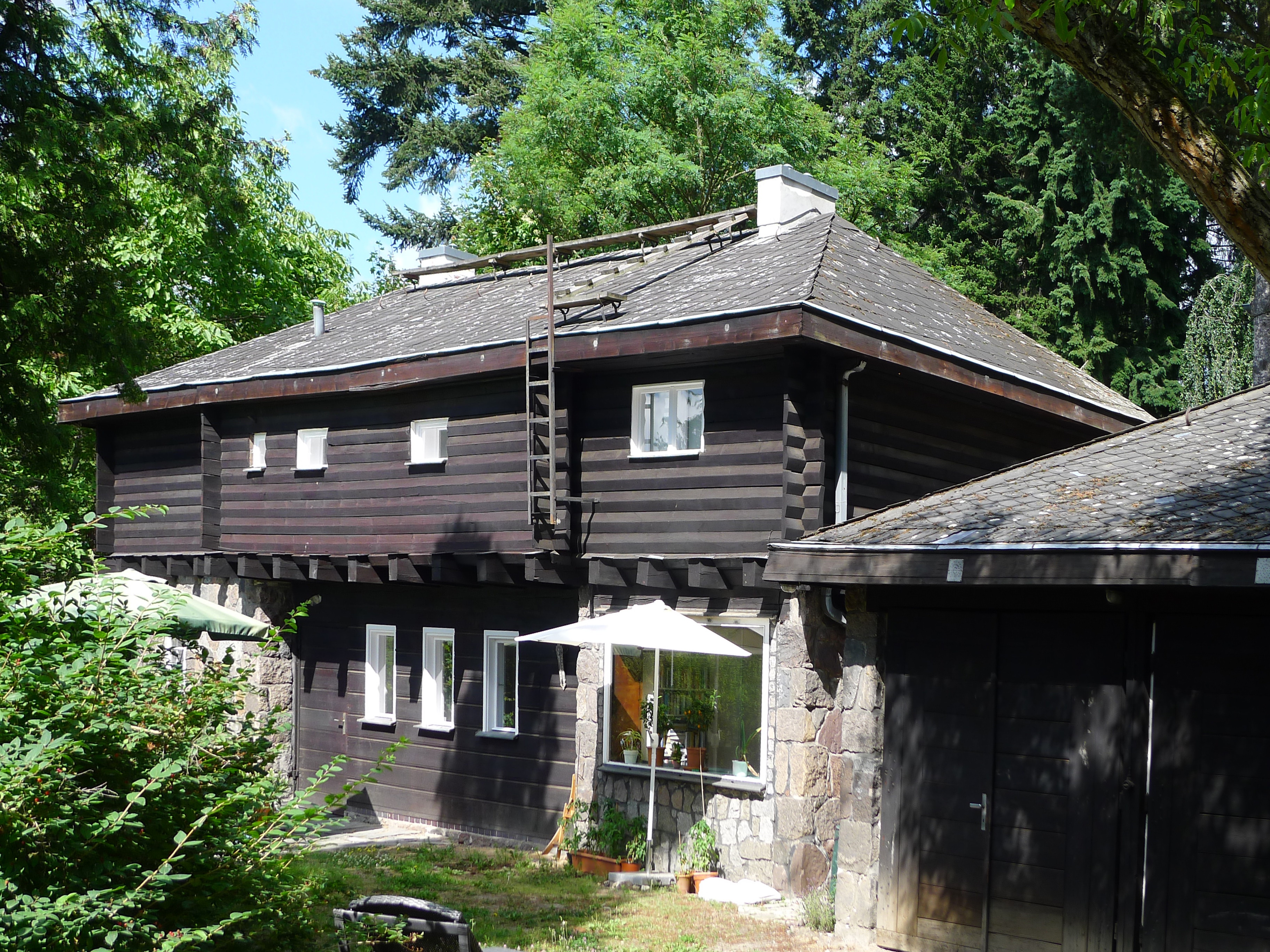
Erhaltenes Chauffeurshaus (1920–1922), 1956 umgebaut von Carl Bassen

Das Haus Sommerfeld in Berlin-Lichterfelde war ein von Walter Gropius mit Adolf Meyer entworfenes Wohnhaus für den Holzgroßhändler und Bauunternehmer Adolf Sommerfeld. Die Ausstattung des 1920 bis 1921 erbauten Gebäudes war eine Gemeinschaftsarbeit mit der Beteiligung fast aller Werkstätten des Bauhauses. Es entstand in dessen früher expressionistischen Phase und gilt als Schlüsselbau der Moderne.
Das Gebäude wurde im Zweiten Weltkrieg zerstört, nur das Chauffeurswohnhaus von Fred Forbát ist verändert erhalten.

## Beschreibung und Architektur
Das Haus befand sich in der Limonenstraße 30. Der Teakholzbau ruhte auf einem Sockel aus Kalkstein. Er besaß ein Walmdach und einen vorgezogenen Mitteleingang. Gropius hatte sich bei der Gestaltung von Entwürfen Frank Lloyd Wrights inspirieren lassen. Joost Schmidt fertigte aufwändige Schnitzarbeiten in der Empfangshalle, im Treppenhaus und bearbeitete die Balken bildhauerisch, wobei die Wünsche des Auftraggebers die Motive vorgaben und die Härte des Teakholzes den stilistischen Elementen Grenzen setzten. Josef Albers schuf die Bleiglasfenster für das Treppenhaus. Die komplette Innenausstattung wie Leuchten, Teppiche, Wandvorhänge, Sitzmöbel, und Wandmalereien stammte aus den Bauhaus-Werkstätten. Die Künstlerin Dörte Helm fertigte einen Applikationsvorhang und war beratend bei der Innenausstattung tätig. Stilistisch herrschte noch der expressionistische Zackenstil vor, doch in den konstruktivistischen Sitzmöbeln von Marcel Breuer lässt sich schon der Funktionalismus der folgenden Jahre erkennen.

## Geschichte
Die private Villa wurde für den Bauunternehmer Adolf Sommerfeld 1920–1922 von Walter Gropius und Adolf Meyer unter Mithilfe einiger Bauhaus-Studierender entworfen. Die Familien-Villa wurde in einer neu entwickelten Blockhaus-Bauweise der Firma Adolf Sommerfeld Bauausführungen errichtet. Als Baumaterial diente Holz von einem abgewrackten Kriegsschiff, das Sommerfeld gekauft und in seinem Sägewerk hatte zuschneiden lassen.
In dem Haus wohnte von 1941 bis zum Kriegsende 1945 der Tauchpionier Hans Hass zusammen mit seiner Managerin Dorothea Schneider-Lindemann.
Das Haus wurde im Zweiten Weltkrieg komplett zerstört. Bis heute erhalten blieb das Haus des Chauffeurs, das Fred Forbát entworfen hatte.